# Роанок (остров)
Роанок (англ. Roanoke Island) — остров в округе Дэр около берега Северной Каролины (США). Длина — 12 км, ширина — 3 км, площадь острова — 46,48 км². Остров Роанок расположен между континентальной частью Северной Каролины и цепью барьерных островов Внешние отмели. На севере омывается заливом Албемарл-саунд. Известен благодаря «исчезнувшей колонии» Роанок, а также как место сражения при Роанок-Айленд в феврале 1862 года.